# Plastiglomerado

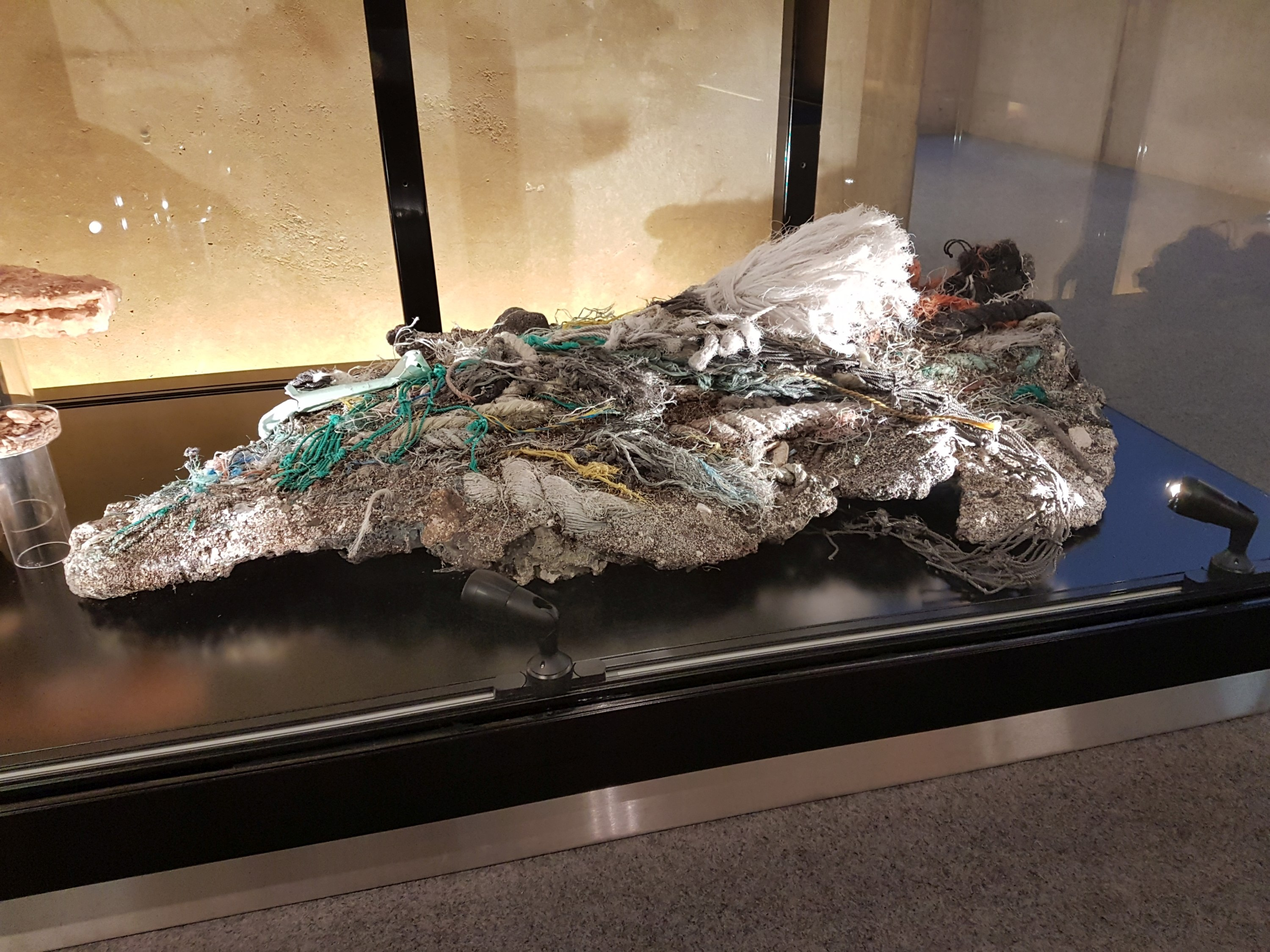
El plastiglomerado de Kamilo Beach, Hawái, exhibido en Museon en La Haya, Países Bajos. La exposición se llama One Planet y está dedicada a los Objetivos de Desarrollo Sostenible de las Naciones Unidas.

El plastiglomerado es un nuevo tipo de roca formada por fragmentos de otras rocas y plásticos. No existía en la naturaleza hasta mediados del siglo XX, por lo que se ha propuesto como un marcador geológico del Antropoceno. El plastiglomerado puede quedar en el futuro lejano como una huella sólida de los seres humanos sobre la faz de la Tierra.

## Formación
El plastiglomerado, así llamado por sus descubridores, se ha descubierto en la playa Kamilo de la Isla de Hawái. Esta playa, aislada y poco concurrida, es muy frecuentada por campistas que plantan allí sus tiendas y encienden fuegos y hogueras en los que queman plásticos traídos por ellos mismos o los que llegan por el mar. Estos plásticos, al fundirse —informan los geólogos de la revista GSA Today, de la Geological Society of America—, actúan como amalgama o cemento que compacta los diversos materiales presentes en el entorno, como arena, piedras, material volcánico, conchas de molusco y fragmentos de coral. Los sólidos de consistencia rocosa formados de este modo, que tienen entre dos y 22,5 centímetros de longitud, ya son muy abundantes en todo este litoral marítimo hawaiano. En marzo de 2023, también se descubrieron en la Isla de Trinidad, (Brasil).
Patricia Corcoran, primera autora de la investigación, informa en la página web de la revista Science que en algunas de estas rocas aún puede reconocerse cuáles eran los productos originales de los que viene el plástico: cepillos de dientes, recipientes de comida, cubiertos, cuerdas y «cualquier cosa que pueda pensarse».
En todo lugar en que se acumulen en abundancia residuos de plástico y exista una fuente de calor potente (una hoguera, un incendio forestal, un volcán activo…) «hay potencial para la formación de plastiglomerado», añade la investigadora.
Los autores de la investigación creen que debe haber una gran cantidad de plastiglomerados aún no identificados en otros lugares del planeta. Estos materiales serán pruebas sólidas en el futuro de lo que la ciencia empieza a denominar el Período Antropoceno, debido al fuerte impacto del hombre por toda la superficie del planeta.